# Trofeo Franco Balestra
Le Trofeo Franco Balestra - Memorial Sabbadini est une course cycliste italienne disputée dans la province de Brescia. Créé en 1977, c'était une course amateur jusqu'en 2004. Il intègre l'UCI Europe Tour en 2005, en catégorie 1.2 sous le nom de Trofeo Franco Balestra - Memorial Giampietro Metelli. Il est par conséquent ouvert aux équipes continentales professionnelles italiennes, aux équipes continentales, à des équipes nationales et à des équipes régionales ou de clubs. Les UCI ProTeams (première division) ne peuvent pas participer. 
En 2013, la course est rétrogradée en catégorie nationale. 

## Palmarès
| Année | Vainqueur              | Deuxième                  | Troisième          |
| ----- | ---------------------- | ------------------------- | ------------------ |
| 1977  | Vinicio Coppi          |                           |                    |
| 1978  | Davide Meggiolaro      |                           |                    |
| 1979  | Enrico Pezzetti        |                           |                    |
| 1980  | Davide Giovanardi      |                           |                    |
| 1981  | Sergio Dottesio        |                           |                    |
| 1982  | Mauro Andreoli         |                           |                    |
| 1983  | Enrico Zaina           |                           |                    |
| 1984  | Giuseppe Danieli       |                           |                    |
| 1985  | Giuseppe Gamba         |                           |                    |
| 1986  | Elio Gusmini           |                           |                    |
| 1987  | Stefano Cecini         |                           |                    |
| 1988  | Orlando Pasinelli      |                           |                    |
| 1989  | Mauro Valoti           |                           |                    |
| 1990  | Marco Botta            |                           |                    |
| 1991  | Diego Ferrari          |                           |                    |
| 1992  | Lorenzo Di Silvestro   |                           |                    |
| 1993  | Maurizio Tomi          | Alberto Destro            | Alessio Girelli    |
| 1994  | Aleksandr Ivankin      | Alessandro Calzolari (it) | Ruggero Borghi     |
| 1995  | Federico Profeti       | Fulvio Frigo              | Paolo Valoti       |
| 1996  | Elio Aggiano           | Alessandro Dancelli       | Roberto Giucolsi   |
| 1997  | Moreno Di Biase        | Matteo Frutti             | Claudio Ainardi    |
| 1998  | Miguel Ángel Meza      | Alessio Girelli           | Nicola Chesini     |
| 1999  | Marco Zanotti          | Nicola Chesini            | Roberto Savoldi    |
| 2000  | Matteo Tinelli         | Davide Griso              | Simone Cadamuro    |
| 2001  | Alberto Loddo          | Sebastiano Scotti         | Luigi Giambelli    |
| 2002  | Antonio Bucciero       | Paride Grillo             | Mirco Lorenzetto   |
| 2003  | Alex Gualandi          | Marco Bertoletti          | Alessandro Vanotti |
| 2004  | Paride Grillo          | Gianluca Geremia          | Giacomo Vinoni     |
| 2005  | Branislau Samoilau     | Jamie Burrow              | Domenico Passuello |
| 2006  | Aurélien Passeron      | Antonio Bucciero          | Alessandro Proni   |
| 2007  | Simone Ponzi           | Francesco Ginanni         | Cristopher Bosio   |
| 2008  | Wojciech Dybel         | Emanuele Vona             | Alessandro Raisoni |
| 2009  | Davide Cimolai         | Enrico Peruffo            | Sacha Modolo       |
| 2010  | Alexander Mironov      | Matteo Collodel           | Nicola Boem        |
| 2011  | Alessandro Mazzi       | Nicola Boem               | Sonny Colbrelli    |
| 2012  | Patrick Facchini       | Mattia Cattaneo           | Diego Rosa         |
| 2013  | Andrea Zordan          | Michele Simoni            | Alberto Bettiol    |
| 2014  | Christian Delle Stelle | Matteo Collodel           | Marco Chianese     |
| 2015  | Alfio Locatelli        | Gianni Moscon             | Giulio Ciccone     |